# Vignogn
Vignogn (föråldrad tysk och tidigare officiell namnform: Vigens) är en ort och tidigare kommun i regionen Surselva i kantonen Graubünden, Schweiz. Kommunen blev 2013 en del av den nya kommunen Lumnezia.